# ۶۲۱ (پیش از میلاد)
۶۲۱ (پیش از میلاد) ۶۲۱مین سال قبل از تقویم میلادی است.